# Femeie fatală
- Pentru alte sensuri, vedeți: Femme fatale

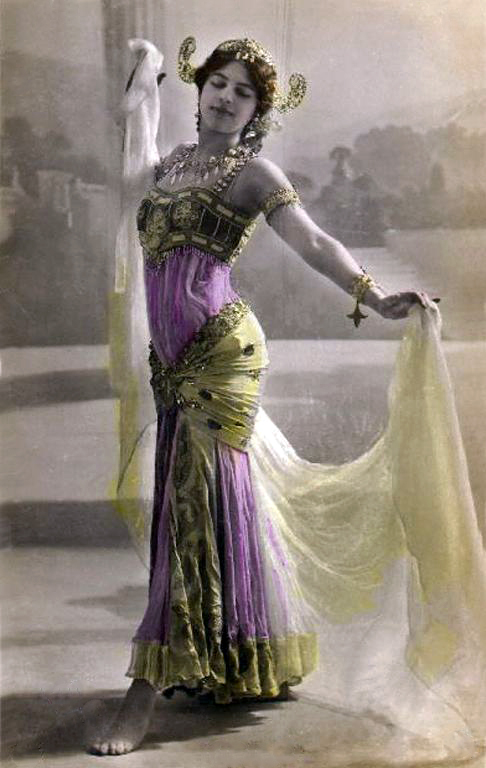
Mata Hari

Femme fatale (femeie fatală) este denumirea dată femeilor atrăgătoare de tip erotic seducător. După unii bărbați aceste femei au trăsături magic-demonice cu care seduc. Ele sunt considerate femei cu caracter ambivalent: pe de o parte ele pot duce la îndeplinirea deplină a dorințelor erotice, iar pe de altă parte cauzează nenorociri provocând suferințe. Aceste trăsături de caracter ale lor sunt descrise în poezia "La Belle Dame sans Merci" a lui John Keats.

## Femei fatale în mitologie și literatură
În Biblie, Eva, Dalila, Izabela și Salomeea sunt considerate femei fatale.
Printre femeile fatale din mitologie se numără Pandora, Elena, Circe, Sirenele, zeița Lilith, iar în evul mediu, Melusine, femeile vampir. Femei fatale apar în operele lui Goethe, Ludwig Tieck, August Apel, Friedrich Laun, Heinrich Heine, Friedrich de la Motte Fouqué, E. T. A. Hoffmann, Émile Zola, Oscar Wilde sau Gerhart Hauptmann.

## Citate
„Femeile posedă arta prefăcătoriei, fapt care îl neliniștește pe fiecare bărbat care iubește, chiar și atunci când, de dragul lui, se întâmplă ca ea să nu se prefacă.“
D. Spitzer „Das Herrenrecht“ (Dreptul seniorului)

## Femei fatale în filme
- Lola Lola (Marlene Dietrich) în Îngerul albastru (Der blaue Engel) (1930)
- Bridget O'Shaughnessy (Mary Astor) în Șoimul maltez (The Maltese Falcon) (1941)
- Phyllis Dietrichsen (Barbara Stanwyck) în Asigurare de moarte (Double Indemnity) (1944)
- Alice Reed (Joan Bennett) în Femeia din vitrină (The Woman in the Window) (1945)
- Vivian Sternwood (Lauren Bacall) în Somnul de veci (The Big Sleep) (1946)
- Kitty Collins (Ava Gardner) în Un cuplu mortal (The Killers) (1946)
- Cora Smith (Lana Turner) în Poștașul sună întotdeauna de două ori (The Postman Always Rings Twice) (1946)
- Elsa Bannister (Rita Hayworth) în Doamna din Shanghai (The Lady from Shanghai) (1947)
- Diane Tremayne (Jean Simmons) în Chip de înger (Angel Face) (1952)
- Rose Loomis (Marilyn Monroe) în Niagara (1953)
- Marianne Renoir (Anna Karina) în Pierrot nebunul (Pierrot le fou) (1965)
- Rachael (Sean Young) în Vânătorul de recompense (Blade Runner) (1982)
- Eliane (Isabelle Adjani) în L’été meurtrier (1982)
- Catherine Tramell (Sharon Stone) în Instinct primar (Basic Instinct) (1992)
- Bridget Gregory alias Wendy Kroy (Linda Fiorentino) în Ultima Seducție (The Last Seduction) (1993)
- Estella (Gwyneth Paltrow) în Marile speranțe (Great Expectations) (1998)
- Xenia Onatopp (Famke Janssen) în Agentul 007 contra GoldenEye (GoldenEye) (1995)
- Jewel Valentine (Liv Tyler) în O noapte la McCool's (One Night at McCool’s) (2001)
- Rita/Camilla Rhodes (Laura Elena Harring) în Calea misterelor (Mulholland Dr.) (2001)
- Laure Ash (Rebecca Romijn-Stamos) în Femeia fatală (Femme Fatale) (2002)
- Kara (Meagan Good) în Brick (2005)
- Aya Koike (Sakura Ando) în 愛のむきだし, Ai no Mukidashi (Love Exposure) (2009)
- Mal Cobb (Marion Cotillard) în Începutul (Inception) (2010)
- Prințesa Tamina (Gemma Arterton) în Prințul Persiei: Nisipurile timpului (Prince of Persia: The Sands of Time) (2010)